# Эстри (Кальвадос)
Эстри́ (фр. Estry) — коммуна во Франции, находится в регионе Нижняя Нормандия. Департамент коммуны — Кальвадос. Входит в состав кантона Васси. Округ коммуны — Вир.
Код INSEE коммуны — 14253.

## Население
Население коммуны на 2010 год составляло 355 человек.
| 1962 | 1968 | 1975 | 1982 | 1990 | 1999 | 2010 |
| ---- | ---- | ---- | ---- | ---- | ---- | ---- |
| 425  | 436  | 378  | 368  | 322  | 336  | 355  |

## Экономика
В 2010 году среди 217 человек трудоспособного возраста (15—64 лет) 151 были экономически активными, 66 — неактивными (показатель активности — 69,6 %, в 1999 году было 75,0 %). Из 151 активных жителей работали 131 человек (80 мужчин и 51 женщина), безработных было 20 (8 мужчин и 12 женщин). Среди 66 неактивных 17 человек были учениками или студентами, 30 — пенсионерами, 19 были неактивными по другим причинам.